# 金廉
金 廉（きむ りょん、朝鮮語: 김렴、1996年4月1日 - ）は、日本出身のラグビーユニオン選手。2025年現在JAPAN RUGBY LEAGUE ONEに参戦する浦安D-Rocksに所属している。

## プロフィール
- 兵庫県出身[1]。
- ポジションはプロップ(PR)。
- 身長 183cm、体重 103kg
- ニックネームはりょん。

## 略歴
2014年、大阪朝鮮高校卒業後、帝京大学に入る。
2018年、帝京大学卒業後、NTTドコモレッドハリケーンズ(現・NTTドコモレッドハリケーンズ大阪)に加入。同年9月29日にジャパンラグビートップチャレンジリーグ1stステージ第3節マツダブルーズーマーズ戦に先発出場で公式戦初出場を果たす。
2021年、ジャパンラグビートップリーグ第3節リコーブラックラムズ戦にて、人生初のレッドカードをもらう。
2022年7月、NTT再編に伴う新チーム浦安D-Rocks選手スコッドに選ばれた。